# Semi Kunatani
Semi Kunabuli Kunatani  (27 de outubro de 1990) é um jogador de rugby fijiano, que joga na posição de Lock, Flanker ou Wing.

## Carreira

### Rio 2016
Fez parte do elenco da Seleção de Rugbi de Sevens de Fiji, nos Jogos Olímpicos Rio 2016, conquistando a medalha de ouro.